# Phil Carmichael

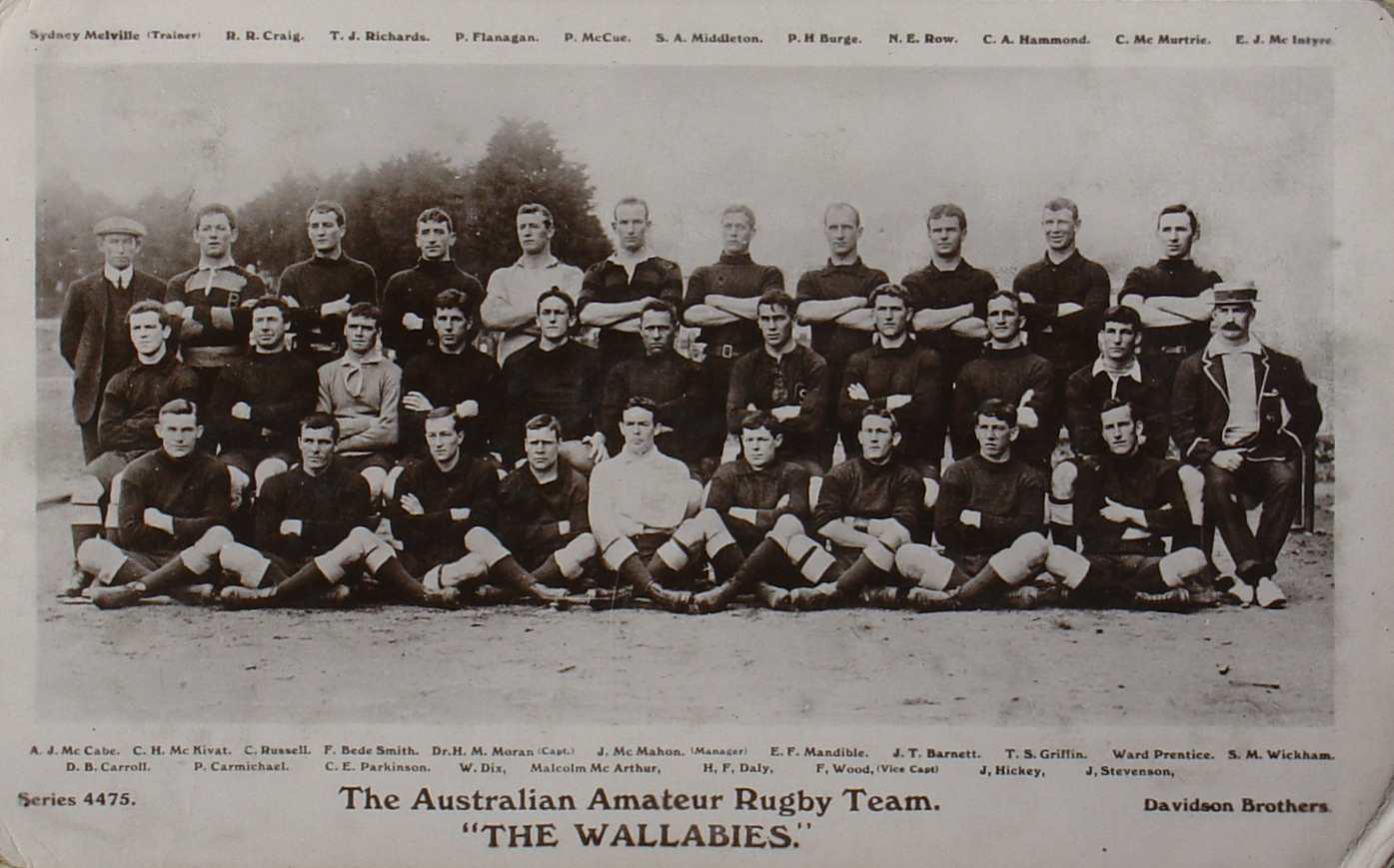
Wallabies z 1908 roku

Phil Carmichael (ur. 25 stycznia 1884 w Sandgate, zm. 10 września 1973 w Brisbane) – australijski rugbysta grający na pozycji obrońcy, olimpijczyk, zdobywca złotego medalu w turnieju rugby union na Letnich Igrzyskach Olimpijskich w 1908 roku w Londynie.
Jego atutami były gra ręką i szarże obronne, a przede wszystkim wysoka skuteczność kopów, dzięki czemu zyskał opinię kopacza wygrywającego mecze.

## Kariera sportowa
Uczęszczał do St Joseph's College, Gregory Terrace, gdzie występował w szkolnej drużynie rugby.
W trakcie kariery sportowej reprezentował South Brisbane, z którego przeszedł w 1906 roku do Brothers Rugby Club i jako kapitan doprowadził ten zespół do zwycięstwa w rozgrywkach Brisbane rok później. W zespole tym znajdowali się również jego dwaj bracia, Joe i Vin. W latach 1903–1909 był także wybierany do stanowej drużyny Queensland, w której rozegrał 28 spotkań, w tym pięć jako kapitan. Wystąpił z nią przeciw British and Irish Lions podczas ich tournée do Australii i Nowej Zelandii w 1904 roku.
Podczas tego samego tournée zadebiutował przeciw Lions w reprezentacji Australii mając wówczas dwadzieścia lat, następny mecz w kadrze rozegrał dopiero trzy lata później z Nowozelandczykami.
W latach 1908–1909 wziął udział w pierwszym w historii tournée reprezentacji Australii do Europy i Ameryki Północnej, a zdobywając wówczas 118 punktów został najskuteczniejszym zawodnikiem kadry. Zagrał w odbywającym się wówczas turnieju rugby union na Letnich Igrzyskach Olimpijskich 1908. W rozegranym 26 października 1908 roku na White City Stadium spotkaniu Australijczycy występujący w barwach Australazji pokonali Brytyjczyków 32–3. Jako że był to jedyny mecz rozegrany podczas tych zawodów, oznaczało to zdobycie złotego medalu przez zawodników z Australazji. Wystąpił następnie w obu testmeczach przeciwko Walii i Anglii.
Był również członkiem drużyny, która udała się w 1912 roku do Ameryki Północnej na kolejne tournée Wallabies.
Łącznie w reprezentacji Australii w latach 1904–1909 rozegrał cztery spotkania zdobywając sześć punktów.
W 2013 roku został jednym z inauguracyjnej jedenastki przyjętej do hali sław rugby w Queensland.
Uprawiał także piłkę wodną, pracował zaś jako urzędnik.